# Heksenproces tegen Katharina Kepler
Het proces tegen Katharina Kepler was een heksenproces tegen Katharina Kepler, geboren Guldenmann,  (1546 – 13 april 1622) in de 17e eeuw in Leonberg. Katharina Kepler was de moeder van de astronoom Johannes Kepler, en werd in de protestante stad Leonberg ervan beschuldigd heks te zijn. Uiteindelijk is zij vrijgesproken.

## Het heksenproces tegen Keplers moeder

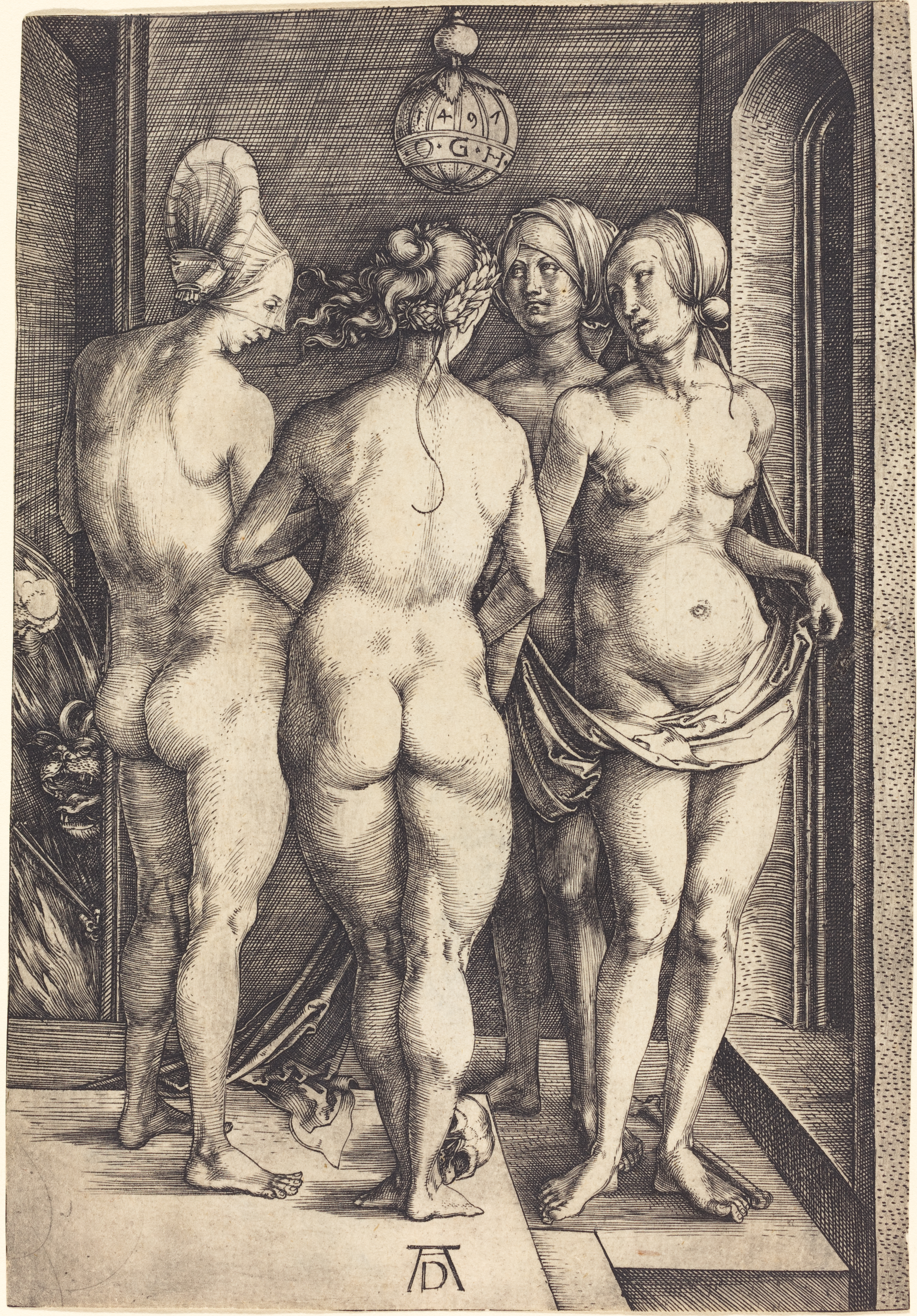
Albrecht Dürer, De vier Heksen (1497)

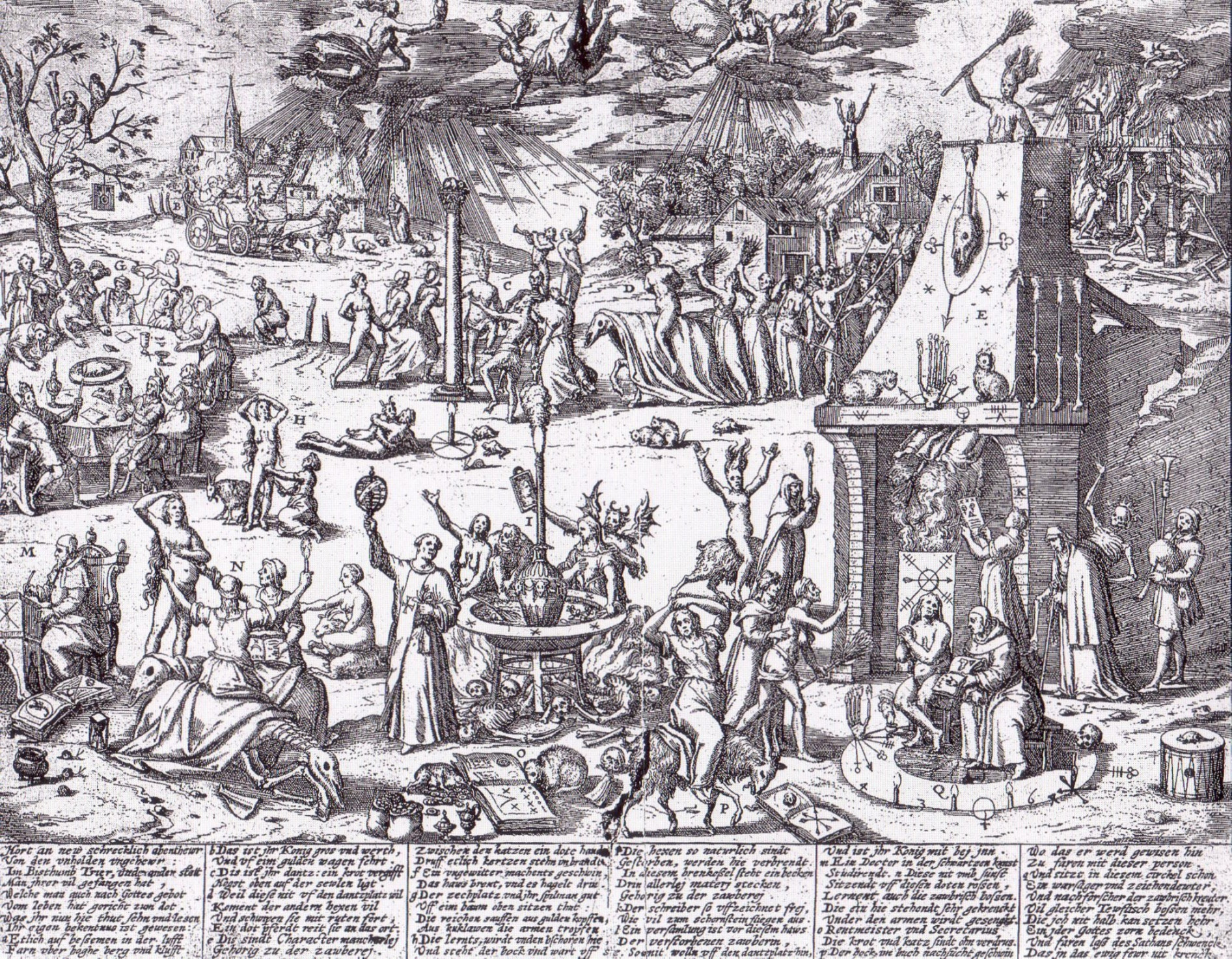
Hexentanzplatz in Trier (Flugblatt, 1594)

Het geloof in heksen was in de middeleeuwen wijdverbreid. De kerk stond er oorspronkelijk afwijzend tegenover en had hekserij nooit veroordeeld. Maar omstreeks 1480 preekten de dominicanen Kraemer (ook bekend als Institoris) en Sprenger tegen hekserij en spoorden paus Innocentius VIII aan tot het verkondigen van de beruchte pauselijke bul van 1484 tegen heksen. Institoris en Sprenger publiceren in 1487 dan hun Malleus maleficarum, dit is "hamer tegen heksen". Deze Heksenhamer werd twee eeuwen als de codex in de heksenprocessen gebruikt.
Het heksenproces tegen Katharina Kepler is een voorbeeld van de heksenprocessen zoals die twee eeuwen gevoerd werden. Haar zoon Johannes kon niet verhinderen dat Katharina van hekserij beschuldigd werd. Deze bekende en gedocumenteerde zaak geeft een beeld van hoe een dergelijke vervolging kon ontstaan uit een ruzie; hoe vijanden misbruik konden maken van het bijgeloof; hoe de overheid het spel meespeelde en hoe het proces niet te stoppen was, nadat het eenmaal was aangevangen. In dit geval begint de zaak met een belediging wegens smaad (door Katharina tegen haar buurvrouw Ursula) en gaat de plaatselijke overheid in tegen de centrale overheid.

## Burenruzie
Katharina Kepler had vier kinderen: Johannes (1571), Heinrich (1573), Christoph en Barbara; de laatste twee waren nog jong toen Katharina in 1589 door haar man, die als huursoldaat vertrok, voorgoed verlaten werd. 
Zoon Heinrich was ook huursoldaat geweest. Hij keerde in 1615 terug naar huis, maar maakte ruzie met zijn moeder. Hij verliet het huis van zijn moeder en sprak kwaad over haar in de herberg. 
Christoph Kepler, die tingieter was, had in datzelfde jaar een groot meningsverschil over een rekening met de glazenier Reinbold. De moeders Katharina Kepler en Ursula Reinbold kregen een burenruzie. 
Verwijten over en weer, beschuldigingen van slecht gedrag.
Ursula schakelde haar broer in, die een functie als barbier aan het hof had en bevriend was met de schout van Leonberg (de schout was vroeger afgewezen toen hij naar Barbara's hand dong).

## Kleine belangen van de plaatselijke overheid
De schout liet Katharina in het gerechtsgebouw verschijnen. Hij liet toe dat de barbier Katharina bedreigde en beschuldigde van hekserij. 
Katharina beklaagde zich officieel over de belediging bij het gerecht in Leonberg, dat was bij de schout die bij die belediging aanwezig geweest was. De schout traineerde het proces wegens smaad, dat Katharina en haar zoon Christoph nu begonnen waren tegen de barbier en Ursula Reinbold (in Leonberg werden in deze maanden zes heksen verbrand; in Weil, vlakbij, werden in de tien jaar rond deze tijd dertig vrouwen aangeklaagd en verbrand).

## Kepler overschat zijn invloed
Nu hoorde Johannes Kepler van de zaak en in januari 1616 schreef hij een brief aan het hertogelijk hof in Stuttgart. Hij is verontwaardigd en neemt aan dat een woord van hem, de grote Kepler, voldoende is om deze zaak te stoppen en zijn moeder genoegdoening te verschaffen. De rechter besliste inderdaad: zaak moet voorkomen op 21 oktober 1616. Dit was nog geen heksenproces.
Maar de schout van Leonberg verschoof eigenmachtig de procesdag wegens een Heksenslag (zie beneden) die Katharina een meisje gegeven zou hebben. Katharina probeerde de schout op haar hand te krijgen door hem een beker te schenken. Nu werd ze ook nog van omkoperij beschuldigd. Katharina vluchtte naar Johannes in Linz, december 1616 - oktober 1617. Kepler volgde zijn moeder terug naar Leonberg om het proces te versnellen. Kepler bleef twee maanden in Leonberg. Hij had zijn moeder mee naar Linz mogen nemen, maar dat wilde zij niet. De oude rechtszaak wegens smaad werd behandeld in Katharina’s voordeel. Althans, zo lijkt het, maar de stukken zijn weg, ook nu nog, zoekgeraakt bij de schout. Keplers sciencefiction Maandroom werd ter sprake gebracht en speelde nu een negatieve rol.

## De hertog wordt om de tuin geleid
Tussen 1617 en 1620 ging Katharina's zaak op en neer. De hertog beval herhaaldelijk dat de schout de zaak wegens smaad moest afhandelen, maar de schout wist die zaak telkens te vertragen. Toen kwam Ursula Reinbold met een tegenbeschuldiging van 280 bladzijden wegens hekserij. Nu gaan twee zaken door elkaar lopen. Katharina was een kruidenvrouwtje dat met geneeskrachtige kruiden mensen behandelde. Daarop werd ze nu aangevallen. Allerlei beschuldigingen: Katharina had mensen boosaardig verkeerd behandeld, kleine kinderen met kruiden betoverd zodat ze ziek werden en stierven, dieren betoverd die doodgingen, een meisje met een "heksenslag" de arm verlamd enz. 
Die akte van 280 bladzijden  werd naar Stuttgart gestuurd: bevel tot gevangenneming. Katharina werd gevangengenomen en zat 14 maanden, 1620-1621, in verschillende gevangenissen vast. 
Johannes Kepler kwam zijn moeder te hulp en smeekte om betere omstandigheden voor haar. Alle zelfverzekerdheid van 1616 is verdwenen.

## Territio
Eindelijk greep de hertog in: het proces moet ten einde gebracht worden, de aangeklaagde mag geen haar gekrenkt worden en verder dan Territio (dreiging met de folterwerktuigen) mag er niet gegaan worden. Katharina bleef standvastig en getuigde dat ze nooit een heks geweest is. 
Noch Katharina Kepler, noch Johannes Kepler heeft ooit beweerd dat er geen heksen bestaan. Het was ook voor ruimdenkende overheidspersonen, die dikwijls zelf niet aan heksen geloofden, gevaarlijk om dat openlijk te zeggen.

## Vrijspraak
Katharina Kepler werd vrijgesproken op 4 oktober 1621. De tegenpartij moest, onder grote woede, het grootste deel van de proceskosten dragen. Katharina Kepler bleef weg uit Leonberg waar men vijandig jegens haar bleef. Ze stierf een half jaar later, 71 jaar oud, waarschijnlijk bij haar dochter in Heumaden.